# Kannagi (tamilische Mythologie)

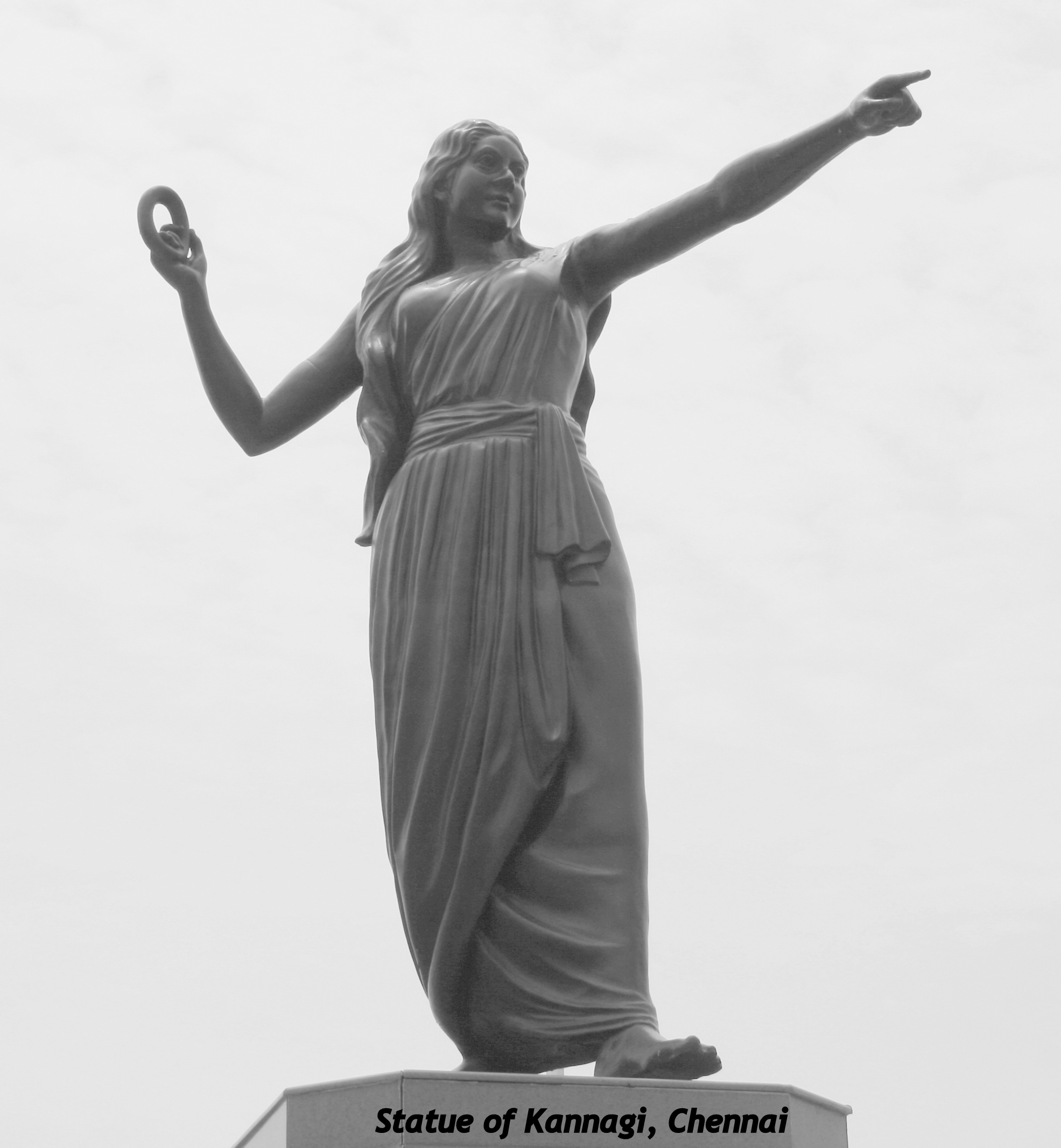
Kannagi-Statue in Marina Beach, Chennai

Kannagi (Tamil கண்ணகி), manchmal auch Kannaki, ist eine legendäre Tamilin, die die Hauptfigur des Cilappatikaram-Epos aus dem 2. Jahrhundert ist. Kannagi war Ehefrau von Kovalan. Obwohl sie von ihm betrogen wurde, blieb sie bei ihm und versuchte, wieder aufzubauen, was ihr Ehemann alles verloren hatte. Dieser wurde in einem ungerechten juristischen Verfahren durch den Pandya-König Nedunj Cheliyan I. mit dem Tod bestraft. Kannagi verfluchte den König und seine Stadt Madurai. Der ungerechte König nahm sich das Leben und Madurai wurde durch ihren Fluch bis auf die Grundmauern niedergebrannt. In der tamilischen Volkskunst wird Kannagi als Symbol – manchmal auch als Göttin – der Keuschheit verehrt. Skulpturen oder Reliefs in Hindu-Tempeln zeigen sie, wie sie ihr Fußkettchen zerreißt.

## Texte
Die Geschichte von Kannagi wurde erstmals in dem Gedicht Narrinai 312 aus der Sangam-Zeit (1. bis 6. Jhrh. n. Chr.) erzählt. Eine ausführliche Version entstand dann in dem tamilischen Epos Cilappatikaram [Epos der Fußfessel].

## Legende

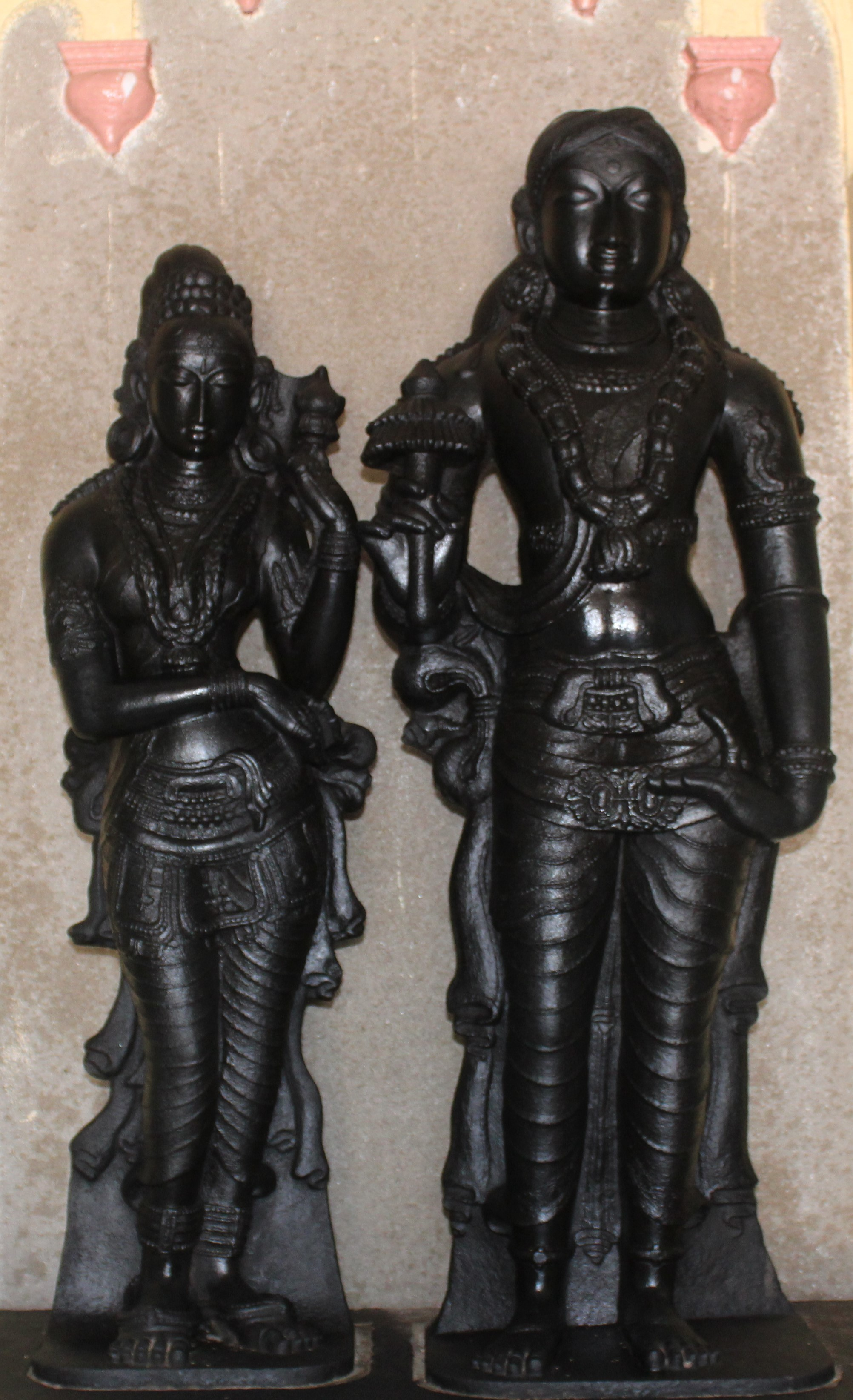
Kannagi mit Kovalan, Skulpturengruppe in Poompuhar – Tamil Nadu

Kannagi war die Tochter des Kaufmanns und Schiffskapitäns Manayakan aus der Hafenstadt Poompuhar. Sie heiratete Kovalan, den Sohn von Macattuvan, dessen Familie vom Seehandel lebte und sich unter dem Schutz der Seegottheit Manimekalai sah. Später lernte Kovalan die Tänzerin Madhavi kennen. Er hatte eine Affäre mit ihr und gab sein gesamtes Vermögen für sie aus. Schließlich erkannte Kovalan seinen Fehler und kehrte zu seiner Frau Kannagi zurück. Er hoffte, wieder zu Geld zu kommen, indem er in Madurai das wertvolle Fußkettchen von Kannagi verkaufen wollte. Es wurde jedoch fälschlicherweise für das Fußkettchen der Ehefrau von König Nedunj Cheliyan I. gehalten. Kovelan wurde des Diebstahls beschuldigt und sofort auf Befehl des Königs ohne Gerichtsverfahren enthauptet. Als Kannagi davon erfuhr, wurde sie wütend und machte sich auf den Weg, um dem König die Unschuld ihres Mannes zu beweisen.
Kannagi kam an den Hof des Königs, brach das von Kovalan beschlagnahmte Fußkettchen auf und zeigte, dass es Rubine enthielt statt der Perlen, die im Fußkettchen der Königin eingearbeitet waren. Als der König seinen Irrtum erkannte, nahm er sich aus Scham das Leben. Kannagi sprach den Fluch aus, dass die gesamte Stadt Madurai in Flammen aufgehen solle, was daraufhin unmittelbar geschah. Auf Bitten der Göttin Minakshi kam jedoch ihre Rachsucht wieder zur Ruhe und sie erlangte später auch Erlösung von ihrer Schuld.

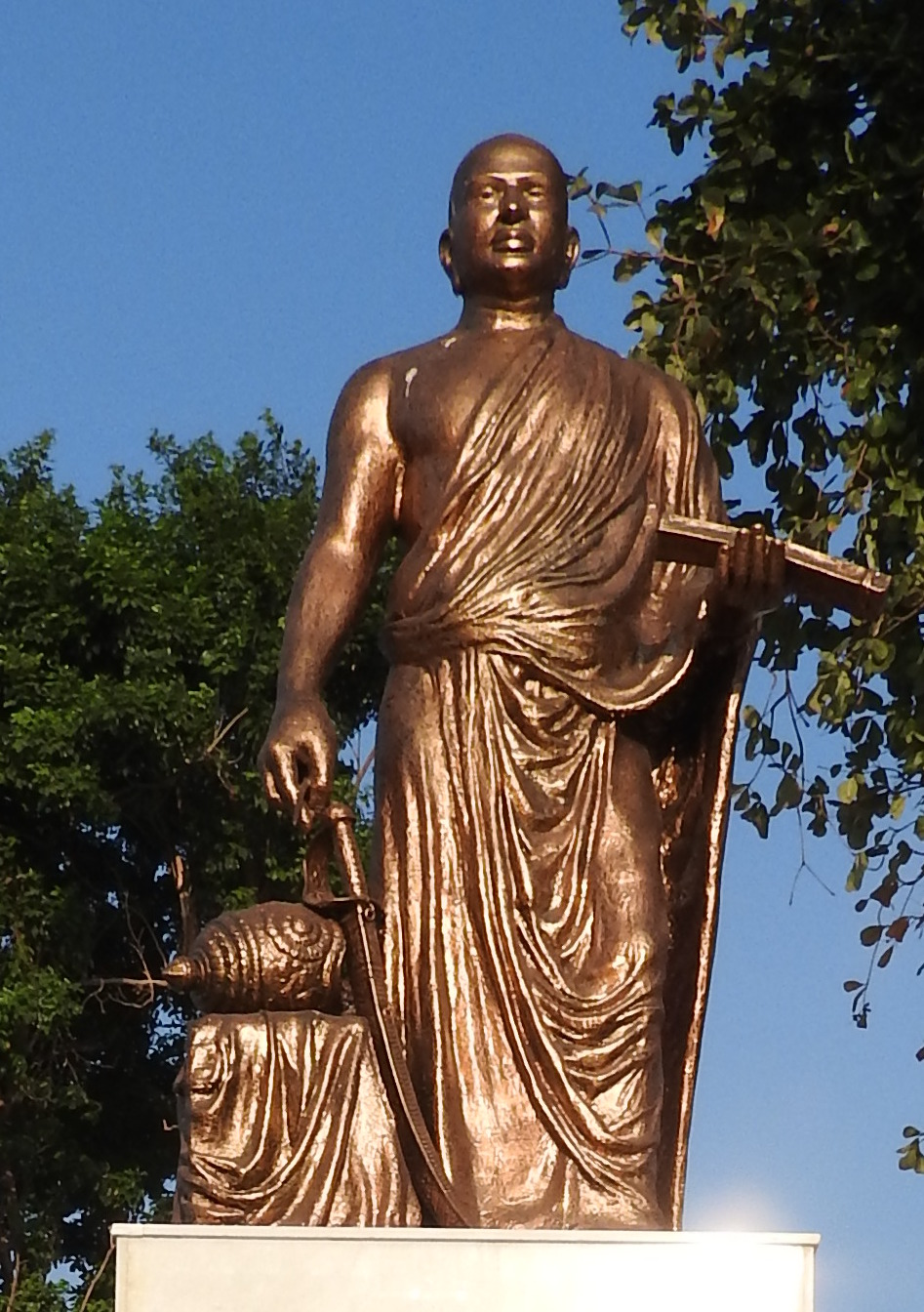
Ilango Adigal, Autor des Cilappatikaram

 Die Geschichte bildet den Kern des vom Dichter Ilango Adigal verfassten Cilappatikaram-Epos.

## Verehrung

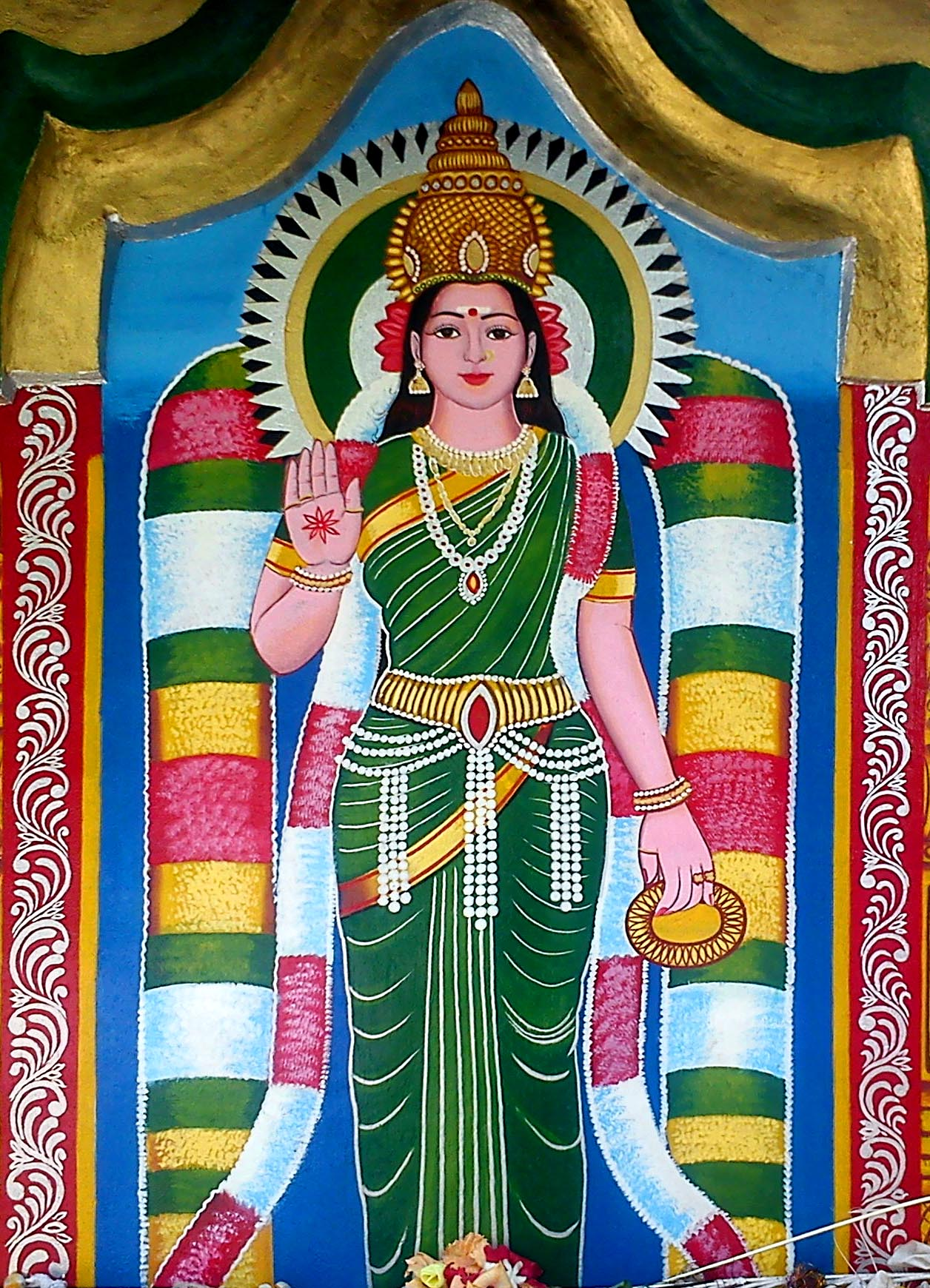
Die vergöttlichte Kannaki

Gemäß der Tradition des Shaktismus wurde die Figur Kannagi im indischen Kulturraum vielfach als Gottheit verehrt, dabei gab es verschiedene regionale Ausprägungen. Ikonographisch waren ihr das Fußkettchen und der Niembaum zu geordnet, man stellte sie mit dem Löwen oder dem Tiger als Reittier dar. Das ihr zugeschriebene Hauptattribut ist die Keuschheit.
In Sri Lanka wird sie von den Singhalesen als Göttin Pattini verehrt. Kannaki Amman ist ihre Erscheinung bei den tamilischen Hindus auf Sri Lanka. Im südindischen Bundesstaat Kerala gibt es Kulte für  Kodungallur Bhagavathy und Aatukal Bhagavathy als Inkarnation der Göttin Bhadrakali, die Kodungallur erreichte und dort Erlösung erlangte.

### Tamil Nadu
Das Cilappatikāram und seine Fortsetzung Manimegalai berichten, dass Kannagi schon zu Lebzeiten von Manimekalai, der Tochter von Kovalan und Madhavi, als Göttin verehrt wurde. Das Cilappatikāram erzählt von der Verehrung Kannagis durch den Pandyan-König Vetrivel Cheliyan, der das Land von der Dürre und dem Fluch der Göttin befreite.
Die Verehrung von Kannaki Amman beinhaltet ihre Identifikation mit der Regengöttin der Dravidische Volksreligion Mariamman. Das Cilappatikāram erklärt, dass Mariamman keine andere als Kannaki ist, indem er angibt, dass Kannaki Madurai am Freitag des Ādi-Monats verbrannte, der in Tamil Nadu als Monat der Verehrung von Mariamman gilt.
Mehrere Tempel wie der Thyagaraja-Tempel in Thiruvottiyur verehren die Göttin jedoch weiterhin als Kannaki Amman. Auch im Mathura Kaliamman Tempel in Siruvachur| und im Mangala Devi Kannagi-Tempel im Idukki-Distrikt ist die Verbindung zu Kannaki noch in Erinnerung.

### Kerala
Der Kannaki-Kult in Kerala, der vermutlich von den Herrschern der Chera-Dynastie initiiert wurde, besteht noch heute in Form des Bhagavati-Kultes. Der berühmte Kodungallur Bhagavathy Tempel in Kodungallur, der ehemaligen Hauptstadt von Cheras, erinnert in seinem Sthala Puranam an seine alte Verbindung zum Kannaki-Kult. Obwohl die Gottheit des Tempels immer noch als Bhadra Kali verehrt wird, wird sie von den Gläubigen in Kodungallur oft als Kannaki und Muthumari gepriesen.
Der Attukal-Bhagavati-Tempel, der Thirupuraikkal-Tempel und so viele Bhagavathy-Tempel sollen Stationen der Reise von Kannagi nach Chera Nadu nach der Verbrennung von Madurai bezeichnen.

### Sri Lanka

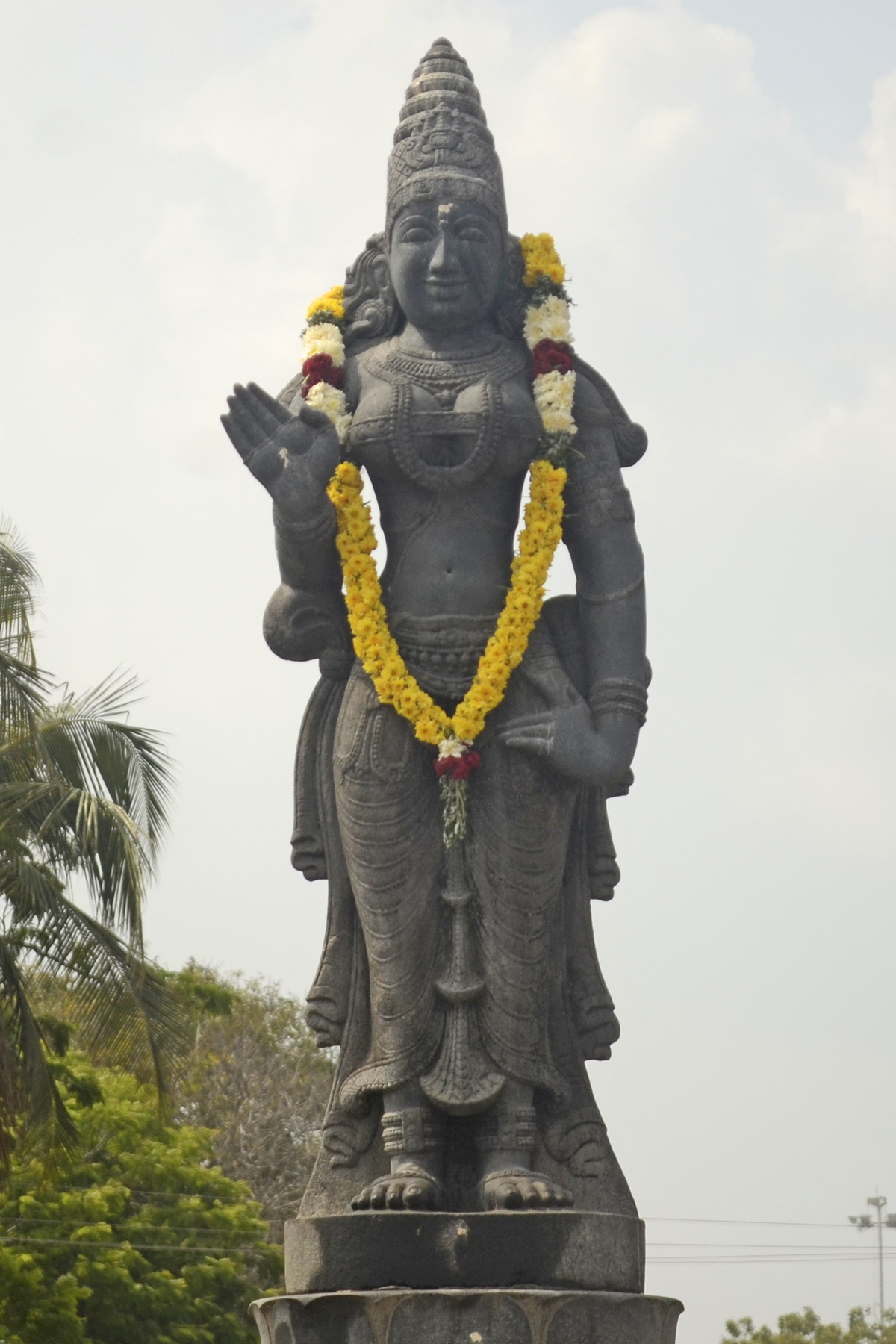
Kannagi-Statue in Poompuhar

Der Legende nach reiste Kannagi nach dem Brand von Madurai nach Kerala und kam schließlich auf die Insel Pungudutheevu in der Nähe von Manipallavam. Sie besuchte etwa 25 Orte in Sri Lanka, die meisten davon entlang der Ostküste, und erreichte schließlich Vattapalai. Als alte Frau verkleidet bat sie einige Jungen, die Büffel hüteten, um Essen. Sie boten ihr Pongal aus Büffelmilch statt Kuhmilch an. Dann bat sie um eine mit Meerwasser beleuchtete Lampe. Die Jungen fürchteten, sie sei eine Hexe und suchten im Dorf Hilfe. Als die Dorfbewohner ankamen, bat Kannagi einen der Jungen, ihr die Haare zu kämmen, woraufhin sich ein wundersamer Anblick von 1000 Augen in ihrem Kopf offenbarte. Dann stieg sie in den Himmel auf, erklärte sich zur Kannagi von Poompuhar und wies die Dorfbewohner an, jedes Jahr am Tag von Vaikasi dasselbe Ritual durchzuführen. Diese Tradition wird bis heute fortgeführt. Sowohl Singhalesen als auch Tamilen nehmen an dem Fest teil, indem sie Pongal darbringen und Meerwasserlampen anzünden. König Gajabahu I. erkannte Kannagi als Pattini an und machte sie für beide Gemeinschaften zur Schutzgöttin Sri Lankas.

#### Tamilische Hindus
Der sri-lankische Glaube an Kannaki liegt zwischen dem Cilappatikāram und dem allgemeinen sri-lankischen Glauben. Die Tamilen aus Ost-Sri Lanka und Vanni (Sri Lanka) verehrten sie als Kannakai Amman. Es gibt so viele Hinweise, die auch die Chronik des Königreichs Jaffna Yalpana Vaipava Malai bestätigt, dass der Kannaki-Kult auch in der Zeit der Arya Chakravarthis (1215–1624) in Nord-Sri Lanka beliebt war. Der Autor des sri-lankischen Epos auf Kannaki, das dem Cilappatikāram entspricht, Kannaki Vaḻakkurai, das in den östlichen Kannaki-Tempeln von Amman rezitiert wird, soll einer der Aryachakravartis Jeyaveera Cinkaiariyan (1380–1410 n. Chr.) gewesen sein.
Der Kannagi-Kult war besonders unter den Küstenbewohnern beliebt, die sie als ihre Schutzgöttin betrachteten. Da die meisten Küstenbewohner während der portugiesischen Herrschaft zum Katholizismus konvertierten, wurden die meisten Kannaki-Schreine zu Kirchen, die Unserer Lieben Frau gewidmet waren.
Kannaki steht hauptsächlich während des Vaikasi-Monats (Mai–Juni) des tamilischen Kalenders in den Distrikten Batticaloa und Ampara im Mittelpunkt. Das Fest wird Cadangu genannt. „Kalyanak Kāl Naduthal“ (Hochzeitssäule pflanzen), „Vaḻakkurai Pāduthal“ (Rezitieren der Verse von „Kannaki Vaḻkkurai“), Kulirthi Paaduthal („Singen von Abkühlungsversen“) sind die üblichen Rituale, die an diesen Tagen begangen werden. Die Festivaltage variieren von Tempel zu Tempel zwischen drei und sieben Tagen. Am Ende des Festivals ist das Heiligtum des Kannaki-Tempels geschlossen und wird erst wieder geöffnet, wenn im nächsten Jahr Cadangu beginnt.

#### Singhalesische Buddhisten
Während Kannaki in Kerala und Tamil Nadu vollständig in den Bhagavati-Kult und den Mariamman-Kult überführt wurde, bewahrt Sri Lanka den Kannaki-Kult noch immer in seiner eigenen Form. Die Singhalesen preisen sie als Pattini Deviyo [keusche Göttin]. Ihre Mythen über diese Göttin unterscheiden sich auch von denen des Cilappatikāram-Epos und sie sehen in ihr einen Avatar von Bodhisattva. Sie wurde als Mango im Garten des Pandi-Königs geboren und von ihm vernachlässigt. Sie wurde in einem Boot aufs Meer gebracht und wuchs im Chola-Reich auf, wo sie schließlich ihre Bestimmung erfüllte – die Tötung des bösen Pandi-Königs – und von Buddha zu einer der Schutzgöttinnen Sri Lankas gemacht wurde.
Das große Fest von Sri Lanka Esala Perahera war ursprünglich ein rein hinduistisches Fest, bei dem die Götter Kannaki, Vishnu, Murugan sowie Aiyanar geehrt wurden. Die heilige Zahnreliquie Buddhas wurde während der Zeit von König Kirti Sri Rajasinha von Kandy (1747–1782) auf Bitte von Upali Thera, einem burmesischen buddhistischen Mönch, in die Prozession einbezogen.
„Polkeliya“ (Kokosnusskampf), „Gammaduwa“ (Dorfrituale) und „Ankeliya“ (Hornspiel) sind die drei Hauptaspekte des singhalesisch-buddhistischen Pattini-Kults. Es gibt bekannte Devales [hinduistische Schreine] für Pattini Deviyo in Kandy, Nawagamuwa und Panama im Südosten Sri Lankas.

## Rezeption
1942 kam das tamilische Filmopus „Kannagi“ unter der Regie von R. S. Mani in die Kinos, das auf dem Silapadhigaaram-Epos basierte. Ein ähnlicher Film mit dem Titel „Poompuhar“ kam 1964 heraus. Der singhalesische Film „Paththini“ wurde 2016 in Sri Lanka veröffentlicht. Die Rolle der Göttin Paththni oder Kannagi wurde von Pooja Umashankar gespielt.
Nach Kannagi ist eine der Kategorien des Nari Shakti Puraskar, des höchsten ausschließlich an Frauen vergebenen Staatspreises, benannt.

## Weiterführende Literatur
- Kamil Zvelebil: The Smile of Murugan: On Tamil Literature of South India. BRILL, 1973, ISBN 90-04-03591-5 (englisch, google.com).
- R.K.K. Rajarajan: Dance of Ardhanārī as Pattinī-Kaṉṉaki: With special reference to the Cilappatikāram. Berliner Indologische Studien, Berlin, Vol. 13/14, pp. 401-14. (2000) ISBN 978-3-447-05676-2
- R.K.K. Rajarajan: Dance of Ardhanārī. A Historiographical Retrospection. In Tiziana Lorenzetti and Fabio Scialpi eds. Glimpses of Indian History and Art.  Reflections on the Past, Perspectives for the Future. Roma: SAPIENZA Università Editrice, pp. 233-270. (2012) ISBN 978-88-95814-85-8